# Хикори Гроув (Јужна Каролина)
Хикори Гроув (енгл. Hickory Grove) град је у америчкој савезној држави Јужна Каролина.

## Демографија
По попису из 2010. године број становника је 440, што је 103 (30,6%) становника више него 2000. године.
| Група             | 2000.       | 2010.       |
| Белци             | 228 (67,7%) | 306 (69,5%) |
| Афроамериканци    | 97 (28,8%)  | 114 (25,9%) |
| Азијати           | 1 (0,3%)    | 1 (0,2%)    |
| Хиспаноамериканци | 8 (2,4%)    | 4 (0,9%)    |
| Укупно            | 337         | 440         |